# IBKA

IBKA(독일어: Internationale Bund der Konfessionslosen und Atheisten e.V., 무교자와 무신론자들의 국제 연합)는 1976년 독일 베를린에서 결성된 정교분리와 인본주의 운동을 하는 시민단체이다. 결성 당시 '무교자들의 국제 연합'(Internationaler Bund der Konfessionslosen, IBDK)란 이름으로 탄생했으나, 1982년 현재 명칭으로 개명하였다.

## 같이 보기
- AAI